# USC Trojans 2024-2025 (pallacanestro maschile)
La stagione 2024-2025 della squadra di pallacanestro degli USC Trojans è stata la 1ª stagione come membro della Big Ten Conference nell'ambito della Division I della NCAA. La squadra è stata guidata per la 1ª stagione dal head coach Eric Musselman giocando le sue partite casalinghe presso il Galen Center di Los Angeles (California).

## Roster
| USC Trojans Basket (M) 2024-25 | USC Trojans Basket (M) 2024-25 |
| Giocatori                      | Staff tecnico                  |
| ------------------------------ | ------------------------------ |

| N. | Naz.                   | Ruolo | Nome              | Anno | Alt.   | Peso   |  |
| -- | ---------------------- | ----- | ----------------- | ---- | ------ | ------ |  |
| 0  | Stati Uniti (bandiera) | A     | Saint Thomas      | Sr   | 201 cm | 100 kg |  |
| 1  | Stati Uniti (bandiera) | G     | Desmond Claude    | Jr   | 198 cm | 93 kg  |  |
| 2  | Stati Uniti (bandiera) | A     | Isaiah Elohim     | Fr   | 196 cm | 100 kg |  |
| 3  | Stati Uniti (bandiera) | A     | Matt Knowling     | Sr   | 198 cm | 91 kg  |  |
| 4  | Stati Uniti (bandiera) | G     | Bryce Pope        | Sr   | 191 cm | 84 kg  |  |
| 5  | Stati Uniti (bandiera) | A     | Terrance Williams | Sr   | 201 cm | 102 kg |  |
| 6  | Stati Uniti (bandiera) | G     | Wesley Yates      | So   | 193 cm | 91 kg  |  |
| 7  | Stati Uniti (bandiera) | G     | Chibuzo Agbo      | Sr   | 201 cm | 103 kg |  |
| 8  | Stati Uniti (bandiera) | G     | Kevin Patton Jr.  | So   | 203 cm | 91 kg  |  |
| 9  | Stati Uniti (bandiera) | A     | Jalen Shelley     | Fr   | 203 cm | 86 kg  |  |
| 12 | Stati Uniti (bandiera) | A     | Rashaun Agee      | Sr   | 203 cm | 102 kg |  |
| 13 | Stati Uniti (bandiera) | G     | Kallai Patton (W) | Fr   | 193 cm | 81 kg  |  |
| 14 | Stati Uniti (bandiera) | G     | Avand Dorian (W)  | Fr   | 191 cm | 88 kg  |  |
| 21 | Stati Uniti (bandiera) | G     | Jonah Goorin (W)  | Fr   | 191 cm | 79 kg  |  |
| 24 | Stati Uniti (bandiera) | G     | JD Plough (W)     | Sr   | 191 cm | 82 kg  |  |
| 30 | Stati Uniti (bandiera) | A     | Harrison Hornery  | Sr   | 208 cm | 104 kg |  |
| 32 | Stati Uniti (bandiera) | G     | Clark Slajchert   | Sr   | 203 cm | 102 kg |  |
| 33 | Stati Uniti (bandiera) | A     | Josh Cohen        | Sr   | 208 cm | 113 kg |  |

| Allenatore |
| - Eric Musselman |
| Assistente/i |
| - Will Conroy - Todd Lee - Michael Musselman - Quincy Pondexter - Anthony Ruta Legenda - (C) Capitano - (IN) Inattivo - (W) Walk-on player - Infortunato Roster |

## Calendario
| Data | Avversario            | Risultato     | Stadio                                       | RT        | RB12      |
| Preseason | Preseason             | Preseason     | Preseason                                    | Preseason | Preseason |
| --- | --------------------- | ------------- | -------------------------------------------- | --------- | --------- |
| 15.10.2024 | UTSA*                 | V 84–63       | Galen Center (Los Angeles, CA)               | 1–0       | 0–0       |
| 26.10.2024 | vs. Gonzaga* (n. 6)   | V 96–93       | Acrisure Arena (Palm Desert, CA)             | 2–0       | 0–0       |
| Regular season |                       |               |                                              |           |           |
| 4.11.2024 | Chattanooga*          | V 77–51       | Galen Center (Los Angeles, CA)               | 1–0       | 0–0       |
| 7.11.2024 | Idaho State*          | V 75–69       | Galen Center (Los Angeles, CA)               | 2–0       | 0–0       |
| 13.11.2024 | UT Arlington*         | V 98–95       | Galen Center (Los Angeles, CA)               | 3–0       | 0–0       |
| 17.11.2024 | California*           | S 66–71       | Galen Center (Los Angeles, CA)               | 3–1       | 0–0       |
| 20.11.2024 | San José State*       | V 82–68       | Galen Center (Los Angeles, CA)               | 4–1       | 0–0       |
| 24.11.2024 | Grambling State*      | V 80–69       | Galen Center (Los Angeles, CA)               | 5–1       | 0–0       |
| 28.11.2024 | vs. Saint Mary's*     | S 36–71       | Acrisure Arena (Palm Desert, CA)             | 5–2       | 0–0       |
| 29.11.2024 | vs. New Mexico*       | S 73–83       | Acrisure Arena (Palm Desert, CA)             | 5–3       | 0–0       |
| 4.12.2024 | Oregon (n. 12)        | S 60–68       | Galen Center (Los Angeles, CA)               | 5–4       | 0–1       |
| 7.12.2024 | @ Washington          | V 85–61       | Alaska Airlines Arena (Seattle, WA)          | 6–4       | 1–1       |
| 15.12.2024 | Montana State*        | V 89–63       | Galen Center (Los Angeles, CA)               | 7–4       | 1–1       |
| 18.12.2024 | Cal State Northridge* | V 90–69       | Galen Center (Los Angeles, CA)               | 8–4       | 1–1       |
| 22.12.2024 | Southern*             | V 82–51       | Galen Center (Los Angeles, CA)               | 9–4       | 1–1       |
| 4.1.2025 | Michigan              | S 74–85       | Galen Center (Los Angeles, CA)               | 9–5       | 1–2       |
| 8.1.2025 | @ Indiana             | S 69–82       | Simon Skjodt Assembly Hall (Bloomington, IN) | 9–6       | 1–3       |
| 11.1.2025 | @ Illinois (n. 13)    | V 82–72       | State Farm Center (Champaign, IL)            | 10–6      | 2–3       |
| 14.1.2025 | Iowa                  | V 98–89       | Galen Center (Los Angeles, CA)               | 11–6      | 3–3       |
| 18.1.2025 | Wisconsin (n. 24)     | S 69–84       | Galen Center (Los Angeles, CA)               | 11–7      | 3–4       |
| 22.1.2025 | @ Nebraska            | V 78–73       | Pinnacle Bank Arena (Lincoln, NE)            | 12–7      | 4–4       |
| 27.1.2025 | UCLA (Victory Bell)   | S 76–82       | Galen Center (Los Angeles, CA)               | 12–8      | 4–5       |
| 1.2.2025 | Michigan State (n. 7) | V 70–64       | Galen Center (Los Angeles, CA)               | 13–8      | 5–5       |
| 4.2.2025 | @ Northwestern        | S 75–77       | Welsh-Ryan Arena (Evanston, IL)              | 13–9      | 5–6       |
| 7.2.2025 | @ Purdue (n. 7)       | S 72–90       | Mackey Arena (West Lafayette, IN)            | 13–10     | 5–7       |
| 11.2.2025 | Penn State            | V 92–67       | Galen Center (Los Angeles, CA)               | 14–10     | 6–7       |
| 15.2.2025 | Minnesota             | S 66–69       | Galen Center (Los Angeles, CA)               | 14–11     | 6–8       |
| 20.2.2025 | @ Maryland (n. 20)    | S 71–88       | Xfinity Center (College Park, MD)            | 14–12     | 6–9       |
| 23.2.2025 | @ Rutgers             | S 85–95       | Jersey Mike's Arena (Piscataway, NJ)         | 14–13     | 6–10      |
| 26.2.2025 | Ohio State            | S 82–87       | Galen Center (Los Angeles, CA)               | 14–14     | 6–11      |
| 1.3.2025 | @ Oregon              | S 61–82       | Matthew Knight Arena (Eugene, OR)            | 14–15     | 6–12      |
| 5.3.2025 | Washington            | V 92–61       | Galen Center (Los Angeles, CA)               | 15–15     | 7–12      |
| 8.3.2025 | @ UCLA (Victory Bell) | S 63–90       | Pauley Pavilion (Los Angeles, CA)            | 15–16     | 7–13      |
| Big Ten tournament |                       |               |                                              |           |           |
| First round |                       |               |                                              |           |           |
| 12.3.2025 | Rutgers (11)          | V 97–89 (2OT) | Gainbridge Fieldhouse (Indianapolis, IN)     | 16–16     | 7–13      |
| Quarti di finale |                       |               |                                              |           |           |
| 13.3.2025 | @ Purdue (6) (n. 20)  | S 71–76       | Gainbridge Fieldhouse (Indianapolis, IN)     | 16–17     | 7–13      |
| College Basketball Crown |                       |               |                                              |           |           |
| First round |                       |               |                                              |           |           |
| 1.4.2025 | Tulane                | V 89–60       | MGM Grand Garden Arena (Las Vegas, NV)       | 17–17     | 7–13      |
| Quarti di finale |                       |               |                                              |           |           |
| 12.4.2025 | Villanova             | S 59–60       | MGM Grand Garden Arena (Las Vegas, NV)       | 17–18     | 7–13      |
| - Il segno (*) denota le partita contro avversarie non appartenenti alla conference di appartenenza di USC (Big Ten) - L'indicazione (n. #) indica la posizione nel ranking AP Poll della squadra affrontata al momento della partita. - Il segno (#) denota tra parentesi il seeding nel tournament della squadra affrontata. |                       |               |                                              |           |           |

## Risultati

### Preseason
| Arbitri: | Reed Irving Graham |

|                              |            |                                |
| Thomas 21 Claude 14 Cohen 10 | Punti      | 14 Spears 12 Millender 10 Njie |
| Claude, Knowling 5           | Assist     | 4 Millender                    |
| Knowling 7                   | Rimbalzi   | 6 Njie                         |
| Musselman                    | Allenatori | Claunch                        |

| Palm Desert 26 ottobre 2024, ore 17:00 PST Game 2 | (n. 6) Gonzaga Bulldogs | 93 – 96 (39-37; 54-59) referto | USC Trojans | Acrisure Arena (2 190 spett.) |
| Battle 20 Nembhard 19 Ajayi 13 Punti 20 Williams 19 Claude 15 Agbo Nembhard 8 Assist 5 Claude , Thomas Huff 9 Rimbalzi 7 Agbo Few Allenatori Musselman |                         |                                |             |                               |
| |                         |                                |             |                               |
| Battle 20 Nembhard 19 Ajayi 13 | Punti                   | 20 Williams 19 Claude 15 Agbo  |             |                               |
| Nembhard 8 | Assist                  | 5 Claude, Thomas               |             |                               |
| Huff 9 | Rimbalzi                | 7 Agbo                         |             |                               |
| Few | Allenatori              | Musselman                      |             |                               |

### Regular season
| Arbitri: | Arbogast Carr Richardson |

|                                             |            |                            |
| Agbo 14 Knowling 13 Claude, Thomas, Yates 9 | Punti      | 17 Huff 8 Keeslar 6 Bonham |
| Knowling, Thomas 4                          | Assist     | 4 Keeslar                  |
| Thomas 5                                    | Rimbalzi   | 5 Cusano, Keeslar          |
| Musselman                                   | Allenatori | Earl                       |

| Arbitri: | Burns Kimble Scelz |

|                             |            |                                |
| Cohen 19 Yates 13 Thomas 10 | Punti      | 22 Darling 10 Griffin 9 O'Neil |
| Thomas 9                    | Assist     | 7 Darling                      |
| Thomas 7                    | Rimbalzi   | 12 Otten                       |
| Musselman                   | Allenatori | Looney                         |

| Arbitri: | Scelz Kimble Burns |

|                                |            |                                      |
| Claude 26 Cohen 19 Williams 18 | Punti      | 27 Wells 19 Ellingsworth 15 Seamster |
| Claude 8                       | Assist     | 8 Douglas                            |
| Thomas 7                       | Rimbalzi   | 7 Burford                            |
| Musselman                      | Allenatori | Turner                               |

| Arbitri: | Brill Walton Harris |

|                              |            |                                           |
| Claude 20 Thomas 15 Yates 10 | Punti      | 20 Stojaković 19 Blacksher Jr. 9 Sissoko  |
| Claude 3                     | Assist     | 2 Stojaković, Blacksher Jr., Dort, Tucker |
| Knowling 6                   | Rimbalzi   | 7 Dort, Ola-Joseph                        |
| Musselman                    | Allenatori | Madsen                                    |

| Arbitri: | Caldwell Phillips Dorsey |

|                                        |            |                              |
| Williams, Agbo 20 Yates 14 Knowling 12 | Punti      | 25 Uduje 18 McClendon 9 Hall |
| Thomas 9                               | Assist     | 5 Vaihola                    |
| Knowling 8                             | Rimbalzi   | 9 Vaihola                    |
| Musselman                              | Allenatori | Miles                        |

| Arbitri: | Irving Reed Szelc |

|                            |            |                                   |
| Agbo 21 Cohen 18 Claude 14 | Punti      | 17 Dozier 14 Stevenson 13 Burnett |
| Claude 5                   | Assist     | 10 Stevenson                      |
| Cohen, Thomas 6            | Rimbalzi   | 6 Eason                           |
| Musselman                  | Allenatori | Jackson                           |

| Arbitri: | Hampton Greenstein Nixon |

|                          |            |                                            |
| Cohen 12 Agbo 8 Claude 4 | Punti      | 15 Ross 11 Marčiulionis, Murauskas 8 Lewis |
| Cohen 3                  | Assist     | 4 Ross, Marčiulionis                       |
| Agbo 5                   | Rimbalzi   | 7 Saxen, Barrett                           |
| Musselman                | Allenatori | Bennett                                    |

| Arbitri: | Vinovich Greenstein Hampton |

|                                 |            |                                      |
| Washington 20 Dent 17 Joseph 15 | Punti      | 14 Cohen 13 Agbo, Claude 11 Williams |
| Dent 11                         | Assist     | 5 Thomas                             |
| Dent, Joseph 6                  | Rimbalzi   | 7 Thomas, Agbo                       |
| Pitino                          | Allenatori | Musselman                            |

| Arbitri: | Walton Kimble Szelc |

|                              |            |                                   |
| Claude 22 Agbo 18 Williams 9 | Punti      | 24 Shelstad 18 Barthelemy 8 Angel |
| Claude 4                     | Assist     | 5 Barthelemy                      |
| Thomas 7                     | Rimbalzi   | 7 Angel                           |
| Musselman                    | Allenatori | Altman                            |

| Arbitri: | Carstensen Harris Irving |

|                             |            |                                    |
| Mason 15 Diallo 10 Osobor 9 | Punti      | 20 Claude 19 Yates, Thomas 15 Agee |
| Diallo 4                    | Assist     | 4 Claude, Thomas                   |
| Harris 7                    | Rimbalzi   | 7 Agee                             |
| Sprinkle                    | Allenatori | Musselman                          |

| Arbitri: | Phillips Harris Richardson |

|                             |            |                             |
| Claude 19 Thomas 17 Agbo 12 | Punti      | 14 Walker 11 Davis 7 Miller |
| Slajchert 5                 | Assist     | 4 Zephir                    |
| Thomas 7                    | Rimbalzi   | 5 McMahon                   |
| Musselman                   | Allenatori | Logie                       |

| Arbitri: | Pfeifer Harris Irving |

|                             |            |                                                     |
| Agbo 23 Claude 21 Thomas 16 | Punti      | 17 Jones, Fuller 6 Fofana, Lewis, Ndumanya 5 Barbee |
| Agbo, Knowling 4            | Assist     | 4 Jones                                             |
| Thomas 7                    | Rimbalzi   | 10 Jones                                            |
| Musselman                   | Allenatori | Newman                                              |

| Arbitri: | Walton Comer Szelc |

|                            |            |                                              |
| Agbo 18 Cohen 17 Claude 13 | Punti      | 10 Johnson, Jones, Thomas 7 Manning 6 Barnes |
| Thomas 7                   | Assist     | 2 Tezeno, Amboree                            |
| Thomas 8                   | Rimbalzi   | 5 Tezeno                                     |
| Musselman                  | Allenatori | Johnson                                      |

| Arbitri: | Phillips Dorsey Harris |

|                                          |            |                                            |
| Yates, Claude 19 Patton Jr. 14 Thomas 10 | Punti      | 21 Wolf 16 Burnett, Donaldson 12 Gayle Jr. |
| Cohen 6                                  | Assist     | 7 Wolf                                     |
| Claude 7                                 | Rimbalzi   | 13 Wolf                                    |
| Musselman                                | Allenatori | May                                        |

| Arbitri: | Lenox Sirmons Szelc |

|                           |            |                                    |
| Ballo 23 Rice 19 Goode 16 | Punti      | 18 Yates 15 Claude 11 Thomas, Agbo |
| Rice, Galloway 6          | Assist     | 5 Agbo                             |
| Rice 9                    | Rimbalzi   | 8 Agbo                             |
| Woodson                   | Allenatori | Musselman                          |

| Arbitri: | Harris Carstensen Kimble |

|                                                  |            |                            |
| Humrichous 15 White, Gibbs-Lawhorn 11 Boswell 10 | Punti      | 31 Claude 15 Yates 13 Agee |
| Boswell 6                                        | Assist     | 3 Claude, Agbo             |
| Boswell, Johnson Jr. 8                           | Rimbalzi   | 8 Thomas, Agee             |
| Underwood                                        | Allenatori | Musselman                  |

| Arbitri: | Phillips Harris Scirotto |

|                              |            |                                    |
| Claude 25 Thomas 24 Yates 21 | Punti      | 23 Freeman 20 Sandfort 16 Thelwell |
| Claude 9                     | Assist     | 8 Harding                          |
| Agee 10                      | Rimbalzi   | 6 Freeman                          |
| Musselman                    | Allenatori | McCaffery                          |

| Arbitri: | Richardson Corner Reed |

|                            |            |                                   |
| Thomas 19 Agee 15 Yates 11 | Punti      | 28 Blackwell 18 Klesmit 13 Winter |
| Thomas 3                   | Assist     | 4 Klesmit, McGee                  |
| Agbo 9                     | Rimbalzi   | 5 Winter, Blackwell               |
| Musselman                  | Allenatori | Gard                              |

| Arbitri: | Carstensen Walton Anderson |

|                                 |            |                            |
| Gary 27 Williams 17 Essegian 15 | Punti      | 21 Claude 17 Yates 14 Agee |
| Worster 6                       | Assist     | 6 Claude                   |
| Worster 6                       | Rimbalzi   | 9 Agbo                     |
| Hoiberg                         | Allenatori | Musselman                  |

| Arbitri: | Richardson Reed Kimble |

|                            |            |                                        |
| Agee 21 Yates 19 Thomas 13 | Punti      | 16 Dailey Jr. 14 Mack 12 Mara, Andrews |
| Thomas, Claude 6           | Assist     | 6 Andrews                              |
| Thomas 8                   | Rimbalzi   | 11 Mara                                |
| Musselman                  | Allenatori | Cronin                                 |

| Arbitri: | Harris Walton Anderson |

|                            |            |                              |
| Claude 19 Yates 15 Agbo 14 | Punti      | 12 Fears Jr. 11 Akins 9 Carr |
| Thomas 4                   | Assist     | 6 Fears Jr.                  |
| Thomas 8                   | Rimbalzi   | 8 Kohler                     |
| Musselman                  | Allenatori | Izzo                         |

| Arbitri: | Hartness Scirotto Szelc |

|                                             |            |                               |
| Martinelli 27 Mullins 14 Berry, Nicholson 9 | Punti      | 24 Slajchert 15 Yates 14 Agbo |
| Leach 6                                     | Assist     | 8 Thomas                      |
| Martinelli 13                               | Rimbalzi   | 8 Thomas                      |
| Collins                                     | Allenatori | Musselman                     |

| Arbitri: | Irving Pfeifer Carstensen |

|                               |            |                                         |
| Yates 30 Elohim 11 Shelley 10 | Punti      | 24 Kaufman-Renn 14 Loyer 9 Smith, Furst |
| Thomas 3                      | Assist     | 4 Harris, Heide                         |
| Shelley 6                     | Rimbalzi   | 10 Kaufman-Renn, Furst                  |
| Painter                       | Allenatori | Musselman                               |

| Arbitri: | N. Harris V. Harris Anderson |

|                            |            |                                          |
| Agbo 21 Claude 16 Yates 13 | Punti      | 15 Baldwin Jr. 13 Stewart 10 Hicks, Dunn |
| Claude 8                   | Assist     | 4 Baldwin Jr.                            |
| Yates, Cohen 5             | Rimbalzi   | 5 Dunn                                   |
| Musselman                  | Allenatori | Rhoades                                  |

| Arbitri: | O'Brien Irving Reed |

|                                 |            |                                   |
| Yates, Agbo 18 Claude 12 Agee 9 | Punti      | 25 Patterson 15 Mitchell 12 Asuma |
| Claude 5                        | Assist     | 4 Mitchell Jr.                    |
| Agee, Thomas 7                  | Rimbalzi   | 12 Mitchell                       |
| Musselman                       | Allenatori | Johnson                           |

| Arbitri: | Sirmons Phillips Walton |

|                               |            |                                  |
| Rice 22 Gillespie 20 Reese 19 | Punti      | 21 Yates 11 Patton Jr. 10 Thomas |
| Gillespie 4                   | Assist     | 5 Thomas                         |
| Queen 17                      | Rimbalzi   | 8 Shelley                        |
| Willard                       | Allenatori | Musselman                        |

| Arbitri: | Comer Irving Carstensen |

|                              |            |                                   |
| Harper 25 Bailey 14 Davis 13 | Punti      | 30 Claude 23 Yates 8 Thomas, Agee |
| Harper 9                     | Assist     | 3 Yates                           |
| Martini 5                    | Rimbalzi   | 8 Cohen                           |
| Pikiell                      | Allenatori | Musselman                         |

| Arbitri: | Scirotto Pfeifer Harris |

|                                  |            |                                             |
| Yates 27 Agbo 17 Claude, Agee 12 | Punti      | 20 Parrish, Thornton 18 Mobley Jr. 13 Royal |
| Thomas 5                         | Assist     | 5 Thornton                                  |
| Thomas 5                         | Rimbalzi   | 5 Royal                                     |
| Musselman                        | Allenatori | Diebler                                     |

| Arbitri: | Littlewood Carstensen Kimble |

|                                     |            |                          |
| Barthelemy 20 Shelstad 19 Bittle 15 | Punti      | 29 Agee 13 Agbo 12 Yates |
| Shelstad, Bamba 4                   | Assist     | 4 Thomas                 |
| Bittle 7                            | Rimbalzi   | 14 Agee                  |
| Altman                              | Allenatori | Musselman                |

| Arbitri: | Young Brill Scirotto |

|                           |            |                             |
| Agbo 26 Claude 25 Agee 18 | Punti      | 19 Mason 17 Osobor 13 Davis |
| Claude 11                 | Assist     | 7 Osobor                    |
| Agbo, Knowling 6          | Rimbalzi   | 7 Osobor                    |
| Musselman                 | Allenatori | Sprinkle                    |

| Arbitri: | Carr Phillips Reed |

|                                |            |                                |
| Dailey Jr. 25 Clark 17 Mara 14 | Punti      | 21 Yates 15 Claude 9 Slajchert |
| Andrews 7                      | Assist     | 5 Yates                        |
| Johnson 8                      | Rimbalzi   | 6 Yates, Knowling              |
| Cronin                         | Allenatori | Musselman                      |

Classificandosi al 15º posto nella classifica della Big Ten Conference, gli USC Trojans si sono qualificati per partecipare al Big Ten Championship tournament.

### Big Ten Championship tournament
Arrivando al 15º posto nella classifica di conference della regular season gli USC Trojans cominceranno la loro partecipazione al tournament a partire dal First round.

#### First round
| Arbitri: | Richardson Kimble Szelc |

|                                           |            |                            |
| Harper 27 Bailey 17 Acuff, Sommerville 16 | Punti      | 28 Claude 24 Yates 23 Agee |
| Harper 8                                  | Assist     | 8 Claude                   |
| Harper 8                                  | Rimbalzi   | 11 Agee                    |
| Pikiell                                   | Allenatori | Musselman                  |

Con la sua vittoria per 97-89 sui Rutgers Scarlets Knights, gli USC Trojans si sono qualificati ai quarti di finale del Big Ten Championship tournament.

#### Quarti di finale
| Arbitri: | Comer Carstensen Szelc |

|                                      |            |                                   |
| Claude 18 Yates 13 Agee, Knowling 11 | Punti      | 30 Kaufman-Renn 14 Loyer 12 Smith |
| Thomas 6                             | Assist     | 9 Smith                           |
| Yates, Agee 7                        | Rimbalzi   | 11 Heide                          |
| Musselman                            | Allenatori | Painter                           |

Con la sconfitta subita per 71-76 dai Purdue Boilermakers, gli USC Trojans sono stati eliminati ai quarti di finale del Big Ten Championship Tournament.

### College Basketball Crown
Gli USC Trojans hanno accettato l'invito a partecipare alla prima edizione del College Basketball Crown, torneo a cui partecipano squadre rimaste escluse dal NCAA Division I men's basketball tournament 2025. I Trojans cominceranno la loro partecipazione al torneo a partire dal First Round.

#### First Round
| Arbitri: | Evon Burroughs Tim Comer Nate Harris |

|                                |            |                                          |
| Agee 27 Thomas 14 Slajchert 10 | Punti      | 18 Woods 11 Brumbaugh 10 Glenn, Ringgold |
| Thomas 9                       | Assist     | 7 Brumbaugh                              |
| Agee 9                         | Rimbalzi   | 5 Brumbaugh, Daniels                     |
| Eric Musselman                 | Allenatori | Ron Hunter                               |

Con il punteggio di 89-60 in loro favore, gli USC Trojans hanno eliminato i Tulane Green Wave e si sono qualificati ai quarti di finale di College Basket Crown.

#### Quarterfinals
| Arbitri: | Tony Henderson Randy Richardson Greg Nixon |

|                               |            |                             |
| Dixon 28 Poplar 16 Brickus 10 | Punti      | 23 Thomas 22 Agee 10 Claude |
| Longino 4                     | Assist     | 3 Claude, Thomas            |
| Boakye, Perkins 8             | Rimbalzi   | 13 Thomas                   |
| Mike Nardi                    | Allenatori | Eric Musselman              |

Con il punteggio di 60-59 in loro sfavore, gli USC Trojans sono stati eliminati dai Villanova Wildcats e hanno concluso la loro partecipazione al College Basketball Crown ai quarti di finale.

## Classifica

### Big Ten Conference
| Pos | Squadra                     | VC | SC | %V   | VT | ST | %V   |
| --- | --------------------------- | -- | -- | ---- | -- | -- | ---- |
| 1.  | MSU Spartans (n. 8)         | 17 | 3  | .850 | 26 | 5  | .839 |
| 2.  | Maryland Terrapins (n. 13)  | 14 | 6  | .700 | 24 | 7  | .774 |
| 3.  | Michigan Wolverines (n. 17) | 14 | 6  | .700 | 24 | 7  | .774 |
| 4.  | UCLA Bruins                 | 13 | 7  | .650 | 22 | 9  | .710 |
| 5.  | Wisconsin Badgers (n. 12)   | 13 | 7  | .650 | 23 | 8  | .742 |
| 6.  | Purdue Boilermakers (n. 18) | 13 | 7  | .650 | 21 | 10 | .677 |
| 7.  | Illinois Fighting Illini    | 12 | 8  | .600 | 20 | 11 | .645 |
| 8.  | Oregon Ducks                | 12 | 8  | .600 | 23 | 8  | .742 |
| 9.  | Indiana Hoosiers            | 10 | 10 | .500 | 19 | 12 | .613 |
| 10. | Ohio State Buckeyes         | 9  | 11 | .450 | 17 | 14 | .548 |
| 11. | Rutgers S. Knights          | 8  | 12 | .400 | 15 | 16 | .484 |
| 12. | Minnesota Gophers           | 7  | 13 | .350 | 15 | 16 | .484 |
| 13. | Northwest. Wildcats         | 7  | 13 | .350 | 16 | 15 | .516 |
| 14. | USC Trojans                 | 7  | 13 | .350 | 15 | 16 | .484 |
| 15. | Iowa Hawkeyes               | 7  | 13 | .350 | 16 | 15 | .516 |
| 16. | UNL Cornhuskers             | 7  | 13 | .350 | 17 | 14 | .548 |
| 17. | Penn State N. Lions         | 6  | 14 | .300 | 16 | 15 | .516 |
| 18. | Washington Huskies          | 4  | 16 | .200 | 13 | 18 | .419 |

Legenda
$      Squadra campione della Big Ten 2025.
Nota
Ranking da AP Poll.

## Ranking
Nota: il simbolo (–) indica che la squadra non è stata menzionata nel ranking.
|         | Week | Week | Week | Week | Week | Week | Week | Week | Week | Week | Week | Week | Week | Week | Week | Week | Week | Week | Week | Week | Week   |
| Poll    | Pre  | 1    | 2    | 3    | 4    | 5    | 6    | 7    | 8    | 9    | 10   | 11   | 12   | 13   | 14   | 15   | 16   | 17   | 18   | 19   | Finale |
| ------- | ---- | ---- | ---- | ---- | ---- | ---- | ---- | ---- | ---- | ---- | ---- | ---- | ---- | ---- | ---- | ---- | ---- | ---- | ---- | ---- | ------ |
| AP      | –    | –    | –    | –    | –    | –    | –    | –    | –    | –    | –    | –    | –    | –    | –    | –    | –    | –    |      |      |        |
| Coaches | –    | –    | –    | –    | –    | –    | –    | –    | –    | –    | –    | –    | –    | –    | –    | –    | –    | –    |      |      |        |

## Trasferimenti

### Arrivi
I Trojans hanno acquisito un totale di 11 giocatori nel transfer portal.
| Nome              | Ruolo | A.A.      | College di provenienza | Data      |
| ----------------- | ----- | --------- | ---------------------- | --------- |
| Saint Thomas      | A     | Senior    | Northern Colorado      | 21.4.2024 |
| Desmond Claude    | G     | Junior    | Xavier                 | 2.5.2024  |
| Matt Knowling     | A     | Senior    | Yale                   | 20.4.2024 |
| Bryce Pope        | G     | Senior    | UC San Diego           | 19.4.2024 |
| Terrance Williams | A     | Senior    | Michigan               | 30.4.2024 |
| Wesley Yates      | G     | Sophomore | Washington             | 6.6.2024  |
| Chibuzo Agbo      | G     | Senior    | Boise State            | 22.4.2024 |
| Kevin Patton Jr.  | G     | Sophomore | San Diego              | 20.5.2024 |
| Rashaun Agee      | A     | Senior    | Bowling Green          | 22.4.2024 |
| Clark Slajchert   | G     | Senior    | Penn                   | 10.4.2024 |
| Josh Cohen        | A     | Senior    | UMass                  | 4.4.2024  |

### Partenze
I Trojans hanno perso 6 giocatori nel transfer portal.
| Nome              | Ruolo | A.A.              | Nuovo college | Data      |
| ----------------- | ----- | ----------------- | ------------- | --------- |
| Kobe Johnson      | G     | Junior            | UCLA          | 4.4.2024  |
| Vincent Iwuchukwu | A     | Sophomore         | St. John's    | 23.4.2024 |
| Oziyah Sellers    | G     | Sophomore         | Stanford      | 5.5.2024  |
| Brandon Gardner   | A     | Senior            | Arizona State | 10.5.2024 |
| Arrinten Page     | A     | Freshman          | Cincinnati    | 16.4.2024 |
| Kijani Wright     | A     | Sophomore         | Vanderbilt    | 28.5.2024 |
| DJ Rodman         | A     | Senior            | – (Laurea)    |           |
| Joshua Morgan     | A     | Senior (redshirt) | – (Laurea)    |           |

## NBA Draft
I seguenti giocatori dei Trojans sono stati scelti nel Draft NBA 2024.
| Giocatore      | Ruolo | A.A.     | Giro | Pick | Scelto da          |
| -------------- | ----- | -------- | ---- | ---- | ------------------ |
| Isaiah Collier | G     | Freshman | 1    | 29   | Utah Jazz          |
| Bronny James   | G     | Freshman | 2    | 55   | Los Angeles Lakers |

I seguenti giocatori dei Trojans si sono dichiarati disponibili per il Draft NBA 2024, ma non sono stati scelti da nessuna squadra, per poi firmare come undrafted free agent.
| Giocatore    | Ruolo | A.A.   | Squadra          | Data      |
| ------------ | ----- | ------ | ---------------- | --------- |
| Boogie Ellis | G     | Senior | Sacramento Kings | 28.7.2024 |

## Recruiting
I seguenti giocatori si sono impegnati verbalmente (commit) con USC per accettare una borsa di studio sportiva.
| Giocatore     | Ruolo | Luogo di nascita | High School / Community College | Commit    | Rating | Rating    | Rating |
| Giocatore     | Ruolo | Luogo di nascita | High School / Community College | Commit    | Rivals | 247Sports | ESPN   |
| ------------- | ----- | ---------------- | ------------------------------- | --------- | ------ | --------- | ------ |
| Jalen Shelley | A     | Frisco, TX       | Link Academy                    | 26.4.2024 | 4/5    | 4/5       | 4/5    |
| Isaiah Elohim | A     | Northridge, CA   | Sierra Canyon High School       | 22.4.2024 | 4/5    | 4/5       | 4/5    |